# Пермасский
Пермасский — починок в Никольском районе Вологодской области.
Входит в состав Пермасского сельского поселения, с точки зрения административно-территориального деления — в Переселенческий сельсовет.
Расстояние до районного центра Никольска по автодороге — 45 км, до центра муниципального образования Пермаса по прямой — 12 км. Ближайшие населённые пункты — Тарасовы Лога, Малое Сверчково, Большое Сверчково.
По переписи 2002 года население — 28 человек (14 мужчин, 14 женщин). Всё население — русские.